# Kompania graniczna KOP „Podwołoczyska”

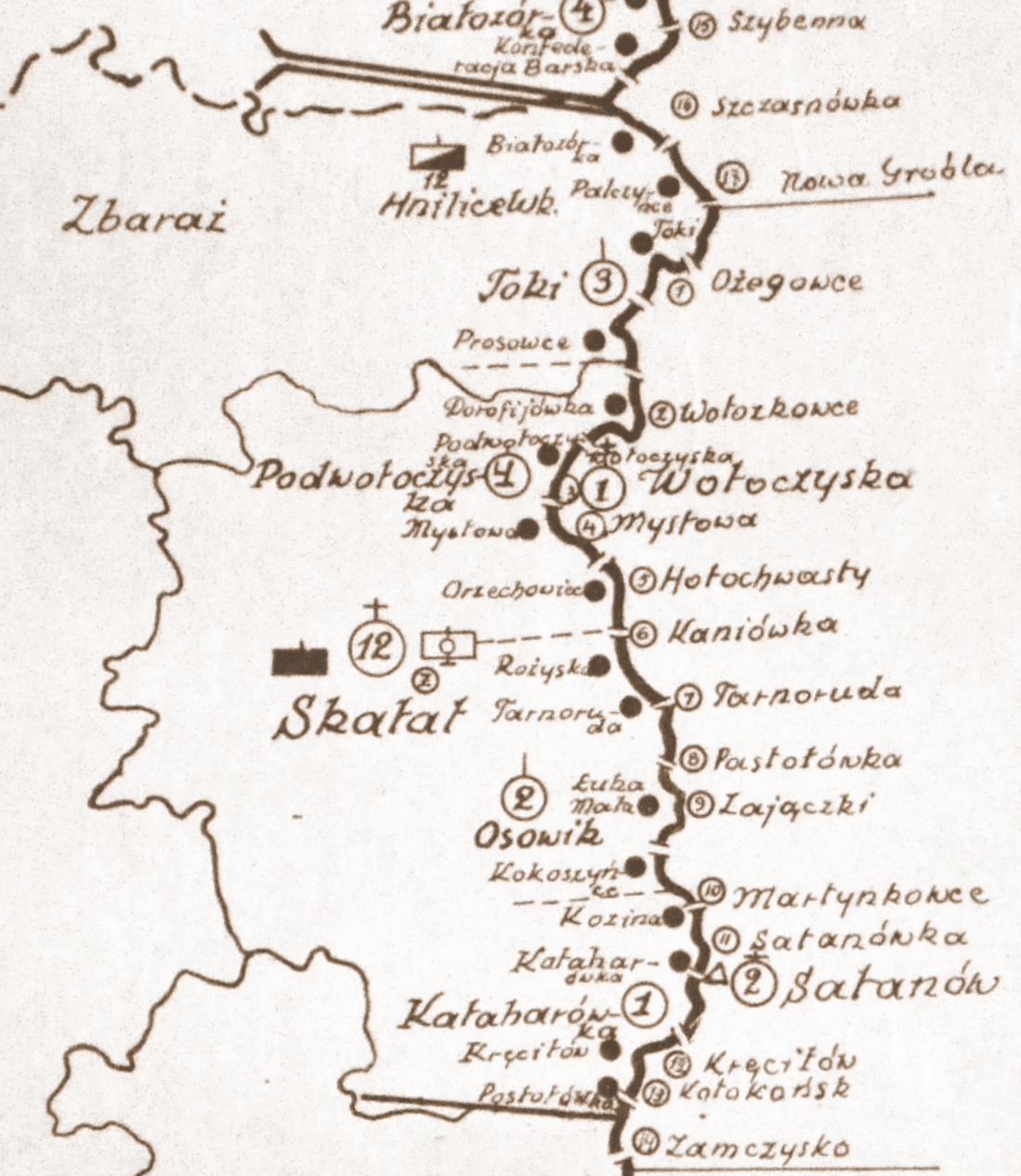
Rozmieszczenie batalionu KOP „Skałat” w 1931

Kompania graniczna KOP „Podwołoczyska” – pododdział graniczny Korpusu Ochrony Pogranicza pełniący służbę ochronną na granicy polsko-radzieckiej.

## Geneza
Do czasu zakończenia wojny polsko-bolszewickiej, czyli do jesieni 1920, wschodnią granicę państwa polskiego wyznaczała linia frontu. Dopiero zarządzeniem z 6 listopada 1920 utworzono Kordon Graniczny Ministerstwa Spraw Wojskowych. W połowie stycznia 1921 zmodyfikowano formę ochrony granicy i rozpoczęto organizowanie Kordonu Granicznego Naczelnego Dowództwa WP. Obsadzony on miał być przez żandarmerię polową i oddziały wojskowe. Latem 1921 ochronę granicy wschodniej postanowiło powierzyć Batalionom Celnym. W Kopyczyńcach rozmieszczono dowództwo i pododdziały sztabowe 23 batalionu celnego, a jego 2 kompania stacjonowała w Podwłoczyskach. Później ochronę granicy na tym terenie przejął 38 batalion celny z 1 kompanią w Podwłoczyskach.
W drugiej połowie 1922 przeprowadzono kolejną reorganizację organów strzegących granicy wschodniej. 1 września 1922 bataliony celne przemianowano na bataliony Straży Granicznej. 
Już w następnym zlikwidowano Straż Graniczną, a z dniem 1 lipca 1923 pełnienie służby granicznej na wschodnich rubieżach powierzono Policji Państwowej. 
W sierpniu 1924 podjęto uchwałę o powołaniu Korpusu Ochrony Pogranicza – formacji zorganizowanej na wzór wojskowy, a będącej w etacie Ministerstwa Spraw Wewnętrznych.

## Formowanie i zmiany organizacyjne
Na podstawie rozkazu Ministra Spraw Wojskowych nr 1600/tjn./O.de B/25, w drugim etapie organizacji Korpusu Ochrony Pogranicza, w terminie do 1 marca 1925 sformowano 12 batalion graniczny , a w jego składzie 4 kompanię graniczną KOP.
W listopadzie 1936 kompania liczyła 2 oficerów, 7 podoficerów, 4 nadterminowych i 80 żołnierzy służby zasadniczej.
W 1939 1 kompania graniczna KOP „Podwołoczyska” podlegała dowódcy batalionu KOP „Skałat”.

## Służba graniczna
Podstawową jednostką taktyczną Korpusu Ochrony Pogranicza przeznaczoną do pełnienia służby ochronnej był batalion graniczny. Odcinek batalionu dzielił się na pododcinki kompanii, a te z kolei na pododcinki strażnic, które były „zasadniczymi jednostkami pełniącymi służbę ochronną”, w sile półplutonu. Służba ochronna pełniona była systemem zmiennym, polegającym na stałym patrolowaniu strefy nadgranicznej i tyłowej, wystawianiu posterunków alarmowych, obserwacyjnych i kontrolnych stałych, patrolowaniu i organizowaniu zasadzek w miejscach rozpoznanych jako niebezpieczne, kontrolowaniu dokumentów i zatrzymywaniu osób podejrzanych, a także utrzymywaniu ścisłej łączności między oddziałami i władzami administracyjnymi. Miejscowość, w którym stacjonowała kompania graniczna, posiadała status garnizonu Korpusu Ochrony Pogranicza.
4 kompania graniczna „Podwołoczyska” w 1934 ochraniała odcinek granicy państwowej szerokości 22 kilometrów 530 metrów. Po stronie sowieckiej granicę ochraniały zastawy „Wołoskowce”, „Wołoczyska”, „Mysłowa” i „Hotochwasty” z komendantury „Wołoczyska” .
Kompanie sąsiednie:
- 3 kompania graniczna KOP „Toki” ⇔ 2 kompania graniczna KOP „Osowik” – 1928[14], 1929[15], 1931[13] , 1932[16], 1934[17], 1938[18]

## Działania kompanii we wrześniu 1939
17 września 1939 batalion KOP ppłk. Stanisława Janusza został zaatakowany przez oddziały 17 Korpusu Strzeleckiego komdiwa Konstantina Stiepanowicza Kołganowa (ros. Константин Степанович Колганов), wzmocnione czołgami 10 BPanc płk. Iwanowa, 38 BPanc. płk. Piotra Wołocha oraz pododdziałami 22 Oddziału Wojsk Ochrony Pogranicza NKWD.
1 kompania graniczna „Podwołoczyska” znalazła się na kierunku głównego uderzenia. Strażnica „Podwołoczyska” została zaatakowana o 4:00 przez kombinowany oddział ze składu 136 pułku strzeleckiego pod dowództwem kpt. Mikleja. Strażnica została zniszczona. Sowieci zdobyli nieuszkodzony most kolejowy oraz zajęli stację kolejową Podwołoczyska. W trakcie walki poległo 13 żołnierzy załogi strażnicy, a straty sowiecki wyniosły 2 poległych i 4 rannych. Na stacji kolejowej Podwołoczyska wzięto ponadto do niewoli 32 oficerów.
Dowódca 1 kompanii otrzymał od zastępcy dowódcy baonu rozkaz podpalenia kancelarii, magazynów i przebicia się w kierunku Skałatu z zadaniem prowadzenia działań opóźniających.
W godzinach popołudniowych pododdziały znajdujące się w Skalacie opuściły miasto maszerując w kierunku Sorocka. Oddziały sowieckie nie podejmowały jakichkolwiek działań w stosunku do maszerujących Polaków. W Sorocku dowódca batalionu otrzymał kolejny rozkaz od gen. bryg. Łuczyńskiego. Miał wycofywać się na granicę rumuńską lub węgierską. Po przeprowadzeniu oceny położenia ppłk Janusz zdecydował się na powrót baonu do Skałatu. 18 września batalion powrócił do swoich koszar i rozkazem dowódcy został rozwiązany. Dowódca batalionu wraz z oficerami oczekiwał wejścia oddziałów Armii Czerwonej. Po wejściu do miasta sowietów oficerowie i podoficerowie zostali aresztowani.

## Struktura organizacyjna kompanii
Strażnice kompanii w 1928
- strażnica KOP „Dorofijówka”
- strażnica KOP „Staromiejszczyzna”
- strażnica KOP „Podwołoczyska”
- strażnica KOP „Mysłowa”
- strażnica KOP „Orzechowiec”

Strażnice kompanii w latach 1929 – 1934 
- strażnica KOP „Dorofijówka”[c]
- strażnica KOP „Podwołoczyska”[d]
- strażnica KOP „Mysłowa”[e]
- strażnica KOP „Orzechowiec”[f]

Strażnice kompanii w 1938
- strażnica KOP „Dorofijówka”
- strażnica KOP „Podwołoczyska”
- strażnica KOP „Orzechowiec”

Organizacja kompanii 17 września 1939:
- dowództwo kompanii
- pluton odwodowy
- 1 strażnica KOP „Dorofijówka” − plut. Ignacy Wodzisławski
- 2 strażnica KOP „Podwołoczyska” − kpr. Mikołaj Wołoszczyk
- 3 strażnica KOP „Orzechowiec” − plut. Stanisław Liwicki (?pisownia nazwiska)

## Dowódcy kompanii
- kpt. Edward Niedzielski (IV 1930 – był w III 1934)
- kpt. Jan Dębowski[g] (był VI 1939)[23]
- kpt. Stefan Fijałkowski[h] (IX 1939)